# Kingsthorpe
Kingsthorpe var en gång i tiden en egen stad i Northamptonshire, East Midlands, England, men är i dag en förort till staden Northampton. Orten hade 4 216 invånare år 2018.
I staden föddes Joan Hickson som mellan åren 1984 och 1992 spelade Agatha Christies Miss Marple i tolv berättelser där Miss Marple är detektiven. 